# Lost in Life
Lost in Life is het vijfde muziekalbum van de Helmondse band Casual Silence. Ze spelen daarop stevige progressieve rock, maar metal is het niet. Alhoewel in eigen beheer uitgegeven, is de compact disc ook bij internetwinkels verkrijgbaar.

## Musici
- Rob Laarhoven – zang
- Eric Smits – basgitaar en zang
- Ernst le Cocq d’Armandville – gitaar en zang
- Mark van Dijk – gitaar ;
- Henry Teeuws – toetsen en gitaar;
- Igor Koopmans – slagwerk.

Verder zingen mee Damian Wilson (een bekende zanger binnen dit genre) (5) en Sandra Peeters (2).

## Composities
- Goliath theme (6:47)
- Lost in life (5:52)
- Escape (6:34)
- Memories (10:41)
- Dress code (8:20)
- Masquerade (6:45)
- Pieces of loss (6:06)
- A kiss or a bite (8:46)

De tracks zijn niet in één keer op genomen; de instrumenten werden bijna allemaal apart opgenomen op aparte locaties te Someren, Eindhoven en Heeze.